# Cartagena (Gerichtsbezirk)
Der Gerichtsbezirk Cartagena ist einer der elf Gerichtsbezirke in der autonomen Gemeinschaft Murcia.
Der Bezirk umfasst 3 Gemeinden auf einer Fläche von 856,39 km² mit dem Hauptquartier in Cartagena.

## Gemeinden
| Gemeinde                 | Einwohner (2024) | Fläche km² | Dichte Einw./km² | Cod INE | Postleitzahl |
| ------------------------ | ---------------- | ---------- | ---------------- | ------- | --- |
| Cartagena                | 219.777          | 558,08     | 394              | 30016   | 30200–30205, 30300, 30310, 30319, 30330, 30350–30351, 30365–30370, 30380–30385, 30387, 30389–30399, 30593–30594, 30835, 30868, 30390 |
| Fuente Álamo de Murcia   | 18.719           | 273,52     | 68               | 30021   | 30320 |
| La Unión                 | 21.153           | 24,79      | 853              | 30041   | 30360 |
| Gerichtsbezirk Cartagena | 259.649          | 856,39     | 303              | –       | – |